# Acrolophozia fuegiana
Acrolophozia fuegiana är en bladmossart som beskrevs av Rudolf Mathias Schuster. Acrolophozia fuegiana ingår i släktet Acrolophozia och familjen Gymnomitriaceae. Inga underarter finns listade i Catalogue of Life.